# دکترای مهندسی
دکترای مهندسی (انگلیسی: Doctor of Engineering)، (به اختصار Eng.D. , D.Eng. , D.Engr. , Dr.Eng. , or Dr. -Ing.) یک مدرک دانشگاهی که بر اساس مطالعات و پژوهش پیشرفته  در زمینهٔ مهندسی و علوم کاربردی اعطا می‌شود.